# Abel S. Rodríguez
Abel S. Rodríguez (Xalapa, Veracruz, México; 23 de agosto de 1872 - 24 de marzo de 1955) fue un maestro y político mexicano. Fue gobernador de Chihuahua, del Distrito Federal y de Veracruz.

## Biografía
Abel S. Rodríguez fue Maestro de Educación Primaria egresado de la Escuela Normal de Jalapa que dirigía el distinguido educador Enrique C. Rébsamen, a la edad de 20 años se estableció en la ciudad de Chihuahua, donde desempeñó la dirección de la Escuela Primaria Anexa a la Normal del estado.
En 1912 fue designado Director de Educación Primaria de Chihuahua por el gobernador Abraham González y permaneció en el cargo aún después del golpe de Estado de Victoriano Huerta que significó el asesinato de González, ocupando la dirección durante los gobiernos huertistas de Antonio Rábago y Salvador R. Mercado. Volvió a la Dirección de Educación Primaria en otras dos ocasiones, en 1916 y en 1918, renunció al cargo al ser electo Senador por Chihuahua para el periodo de 1918 a 1922.
Partidario de la candidatura de Álvaro Obregón en 1920 apoyó al Plan de Agua Prieta y en consecuencia al fue nombrado Gobernador de Chihuahua, ocupando el cargo en dos periodos, del 8 de mayo de 1920 al 19 de mayo de 1920 y del 14 de junio de 1920 al 3 de octubre de 1920, cuando entregó el gobierno al sucesor constitucionalmente electo, Ignacio C. Enríquez, restableciéndose así en Chihuahua el orden constitucional que había quedado roto en 1913 al ser asesinado el gobernador Abraham González, el gobernador Enríquez lo nombró inmediatamente Secretario General de Gobierno y ocupó el cargo hasta ejercer de nuevo la gubernatura del 26 de noviembre de 1920 al 31 de diciembre de 1920, fecha en que se reintegró a su curul en el Senado.
Reelecto senador por Chihuahua para el periodo de 1922 a 1926, de diciembre de 1923 a febrero de 1924 fue gobernador del Distrito Federal y en 1927 al declararse la desaparición de poderes en el estado de Veracruz, fue nombrado gobernador de ese estado.
Volvió al Senado en representación de Veracruz de 1930 a 1934 y posteriormente fue director general de Pensiones Civiles de Retiro, siendo este su último cargo público.